# (10264) Marov
(10264) Marov (1978 PH3) – planetoida z pasa głównego asteroid okrążająca Słońce w ciągu 5,73 lat w średniej odległości 3,2 j.a. Odkryta 8 sierpnia 1978 roku.